# 사격 올림픽 기록 목록
다음은 사격 종목의 올림픽 기록 목록이다. 2008년 하계 올림픽 이후 가장 최근의 기록을 기재했다.

## 남자 종목 기록
| 종목           | 종목 | 점수         | 이름                                                    | 국가                                           | 대회                      | 날짜                           | 출처   |
| -------------- | ---- | ------------ | ------------------------------------------------------- | ---------------------------------------------- | ------------------------- | ------------------------------ | ------ |
| 50m 소총 3자세 | 예선 | 1180         | 니콜로 캄프리아니                                       | 이탈리아 (ITA)                                 | 2012년 런던               | 2012년 8월 6일                 |        |
| 50m 소총 3자세 | 결선 | 1287.5       | 니콜로 캄프리아니                                       | 이탈리아 (ITA)                                 | 2012년 런던               | 2012년 8월 6일                 |        |
| 50m 소총 복사  | 예선 | 600          | 크리스티안 클레스                                       | 독일 (GER)                                     | 1996년 애틀랜타           | 1996년 7월 25일                |        |
| 50m 소총 복사  | 결선 | 705.5        | 세르게이 마르티노프                                     | 벨라루스 (BLR)                                 | 2012년 런던               | 2012년 8월 3일                 |        |
| 10m 공기소총   | 예선 | 599          | 주치난                                                  | 중화인민공화국 (CHN)                           | 2004년 아테네             | 2004년 8월 16일                |        |
| 10m 공기소총   | 예선 | 630.2        | 니콜로 캄프리아니                                       | 이탈리아 (ITA)                                 | 2016년 리우               | 2016년 8월 6일                 | [ 3 ]  |
| 10m 공기소총   | 결선 | 702.7 (총합) | 주치난                                                  | 중화인민공화국 (CHN)                           | 2004년 아테네             | 2004년 8월 16일                |        |
| 10m 공기소총   | 결선 | 206.1 (최종) | 니콜로 캄프리아니                                       | 이탈리아 (ITA)                                 | 2016년 리우               | 2016년 8월 6일                 | [ 6 ]  |
| 10m 공기소총   | 결선 | 836.3 (총합) | 니콜로 캄프리아니                                       | 이탈리아 (ITA)                                 | 2016년 리우               | 2016년 8월 6일                 |        |
| 50m 권총       | 예선 | 581          | 알렉산드르 멜렌티예프                                   | 소련 (URS)                                     | 1996년 모스크바           | 1980년 7월 20일                |        |
| 50m 권총       | 결선 | 666.4 (총합) | 보리스 코코레프                                         | 러시아 (RUS)                                   | 1996년 애틀랜타           | 1996년 7월 23일                |        |
| 50m 권총       | 결선 | 193.7 (최종) | 진종오                                                  | 대한민국 (KOR)                                 | 2016년 리우               | 2016년 8월 10일                | [ 10 ] |
| 50m 권총       | 결선 | 760.7 (총합) | 진종오                                                  | 대한민국 (KOR)                                 | 2016년 리우               | 2016년 8월 10일                |        |
| 25m 속사 권총  | 예선 | 592          | 알렉세이 클리모프                                       | 러시아 (RUS)                                   | 2012년 런던               | 2012년 8월 3일                 |        |
| 25m 속사 권총  | 결선 | 34           | 레우리스 푸포                                           | 쿠바 (CUB)                                     | 2012년 런던               | 2012년 8월 3일                 |        |
| 10m 공기권총   | 예선 | 591          | 미하일 네스트루예프                                     | 러시아 (RUS)                                   | 2004년 아테네             | 2004년 8월 14일                |        |
| 10m 공기권총   | 결선 | 690.0 (총합) | 왕이푸                                                  | 중화인민공화국 (CHN)                           | 2004년 아테네             | 2004년 8월 14일                |        |
| 10m 공기권총   | 결선 | 202.5 (총합) | 호앙쑤언빈                                              | 베트남 (VIE)                                   | 2016년 리우               | 2016년 8월 6일                 | [ 14 ] |
| 10m 공기권총   | 결선 | 783.5 (총합) | 호앙쑤언빈                                              | 베트남 (VIE)                                   | 2016년 리우               | 2016년 8월 6일                 |        |
| 트랩           | 예선 | 125          | 마이클 다이아몬드                                       | 오스트레일리아 (AUS)                           | 2012년 런던               | 2012년 8월 6일                 |        |
| 트랩           | 결선 | 146          | 다비트 코스텔레츠키 조반니 체르노고라즈 마시모 파브리치 | 체코 (CZE) · 크로아티아 (CRO) · 이탈리아 (ITA) | 2008년 베이징 2012년 런던 | 2008년 8월 10일 2012년 8월 6일 |        |
| 더블트랩       | 예선 | 145          | 월턴 엘러                                               | 미국 (USA)                                     | 2008년 베이징             | 2008년 8월 12일                |        |
| 더블트랩       | 예선 | 140          | 안드레아스 뢰브                                         | 독일 (GER)                                     | 2016년 리우               | 2016년 8월 10일                | [ 18 ] |
| 더블트랩       | 예선 | 140          | 제임스 윌렛                                             | 오스트레일리아 (AUS)                           | 2016년 리우               | 2016년 8월 10일                | [ 18 ] |
| 더블트랩       | 결선 | 190          | 월턴 엘러                                               | 미국 (USA)                                     | 2008년 베이징             | 2008년 8월 12일                |        |
| 스키트         | 예선 | 121          | 빈센트 핸콕                                             | 미국 (USA)                                     | 2008년 베이징             | 2008년 8월 16일                |        |
| 스키트         | 결선 | 145          | 빈센트 핸콕 토어 브로볼드                               | 미국 (USA) · 노르웨이 (NOR)                    | 2008년 베이징             | 2008년 8월 16일                |        |

## 여자 종목 기록
| 종목           | 종목 | 점수         | 이름                  | 국가                 | 대회          | 날짜            | 출처   |
| -------------- | ---- | ------------ | --------------------- | -------------------- | ------------- | --------------- | ------ |
| 50m 소총 3자세 | 예선 | 592          | 제이미 린 그레이      | 미국 (USA)           | 2012년 런던   | 2012년 8월 4일  |        |
| 50m 소총 3자세 | 예선 | 589          | 페트라 주블라싱       | 이탈리아 (ITA)       | 2016년 리우   | 2016년 8월 11일 | [ 22 ] |
| 50m 소총 3자세 | 결선 | 691.9        | 제이미 린 그레이      | 미국 (USA)           | 2012년 런던   | 2012년 8월 4일  |        |
| 50m 소총 3자세 | 결선 | 458.6        | 바바라 엥글레더       | 독일 (GER)           | 2016년 리우   | 2016년 8월 11일 | [ 25 ] |
| 10m 공기소총   | 예선 | 400          | 카테르지나 엠몬스     | 체코 (CZE)           | 2008년 베이징 | 2008년 8월 9일  |        |
| 10m 공기소총   | 예선 | 420.7        | 두리                  | 중화인민공화국 (CHN) | 2016년 리우   | 2016년 8월 6일  | [ 28 ] |
| 10m 공기소총   | 결선 | 103.5 (최종) | 카테르지나 엠몬스     | 체코 (CZE)           | 2008년 베이징 | 2008년 8월 9일  |        |
| 10m 공기소총   | 결선 | 503.5 (총합) | 카테르지나 엠몬스     | 체코 (CZE)           | 2008년 베이징 | 2008년 8월 9일  |        |
| 10m 공기소총   | 결선 | 208.0 (최종) | 버지니아 트래셔       | 미국 (USA)           | 2016년 리우   | 2016년 8월 6일  | [ 32 ] |
| 10m 공기소총   | 결선 | 624.3 (총합) | 버지니아 트래셔       | 미국 (USA)           | 2016년 리우   | 2016년 8월 6일  |        |
| 25m 권총       | 예선 | 592          | 장징징                | 중화인민공화국 (CHN) | 2016년 리우   | 2016년 8월 9일  | [ 34 ] |
| 25m 권총       | 결선 | 793.4        | 첸잉                  | 중화인민공화국 (CHN) | 2008년 베이징 | 2008년 8월 13일 |        |
| 10m 공기권총   | 예선 | 391          | 나탈리야 파데리나     | 러시아 (RUS)         | 2008년 베이징 | 2008년 8월 10일 |        |
| 10m 공기권총   | 결선 | 492.3 (총합) | 궈웬준                | 중화인민공화국 (CHN) | 2008년 베이징 | 2008년 8월 10일 |        |
| 10m 공기권총   | 결선 | 199.4 (최종) | 장멍쉬에              | 중화인민공화국 (CHN) | 2016년 리우   | 2016년 8월 7일  | [ 38 ] |
| 10m 공기권총   | 결선 | 587.1 (총합) | 비탈리나 바차라시키나 | 러시아 (RUS)         | 2016년 리우   | 2016년 8월 7일  |        |
| 트랩           | 예선 | 75           | 제시카 로시           | 이탈리아 (ITA)       | 2012년 런던   | 2012년 8월 4일  |        |
| 트랩           | 결선 | 99           | 제시카 로시           | 이탈리아 (ITA)       | 2012년 런던   | 2012년 8월 4일  |        |
| 스키트         | 예선 | 74           | 킴 로드               | 미국 (USA)           | 2012년 런던   | 2012년 7월 29일 |        |
| 스키트         | 결선 | 99           | 킴 로드               | 미국 (USA)           | 2012년 런던   | 2012년 7월 29일 |        |